# Sân bay Fianarantsoa
Sân bay Fianarantsoa (IATA: WFI, ICAO: FMSF) là một sân bay ở thành phố Fianarantsoa, Madagascar.

## Hãng hàng không và điểm đến
| Hãng hàng không | Các điểm đến |
| --------------- | ------------ |
| Air Madagascar  | Antananarivo |